# A-nya Sengdra
Anya Sengdra aussi écrit A-nya Sengdra (tibétain : ཨ་ཉ་སེང་སྒྲ, Wylie : a nya seng sgra, chinois traditionnel : 阿亚桑扎), né le 5 janvier 1971,, un prisonnier politique tibétain ayant reçu la « médaille du courage Tenzin Delek Rinpoché » a reçu une première visite de sa famille en septembre 2024, six ans après son arrestation et sa détention dans une prison en Chine, et serait en mauvaise santé. 

## Biographie
Anya Sengdra, défenseur contre l’exploitation minière illégale, le braconnage et la corruption, est arrêté en septembre 2018 dans le comté de Gade, dans la préfecture autonome tibétaine Golog. Il est accusé de « rassemblement de personnes pour troubler l’ordre public » et d'avoir « provoquer des querelles et des troubles » par les autorités chinoises.
Sengdra est détenu au bureau de sécurité publique (PSB) de Ledu (Drotsang) dans la préfecture de Haidong (Tsoshar), Qinghai. Le 12 novembre, le PSB de Gade a publié un avis prolongeant sa détention jusqu'au 12 janvier 2019, pour enquêter sur d'autres « activités criminelles graves » potentielles.
L'épouse de Sengdra, Yangkyi, a écrit dans une pétition que son mari était détenu en représailles de sa défense des droits des nomades de sa ville de Jianqian (Kyangche), Gade, où il a dénoncé le détournement de financements contre la pauvreté des nomades par des responsables locaux. Les autorités ont déjà condamné Sengdra à 1 an et 10 mois de prison en raison de ses appels à la responsabilité du gouvernement.
Sengdra est condamné à sept ans de prison. Les autorités ont arrêté neuf autres Tibétains en lien avec Anya Sengdra, condamnant huit d’entre eux en décembre 2019 à des peines de prison de durée inconnue. Jamtri, le frère d'Anya Sengdra est mort en détention avant que sa peine ne soit prononcée.
Des  experts des droits de l’homme de l’ONU  ont exhorté la Chine à abandonner les poursuites en 2020 contre Anya Sengdra, déclarant : « Nous sommes profondément préoccupés par ce qui semble être une criminalisation du travail légitime d’un membre d’une communauté minoritaire et d’un défenseur des droits de l’homme. Nous sommes également préoccupés par les informations faisant état d’une détérioration de son intégrité physique et mentale en raison de mauvaises conditions de détention. »